# Псарыша
Псарыша (кабард.-черк. Псыӏэрышэ) — река в республике Кабардино-Балкария. Протекает по территории Баксанского и Прохладненского районов. Устье реки находится в 7,6 км по левому берегу реки Шакой. Длина реки составляет 25 км.
Вдоль долины реки расположены сёла — Псыншоко и Советское.

## Данные водного реестра
По данным государственного водного реестра России относится к Западно-Каспийскому бассейновому округу, водохозяйственный участок реки — Малка от Кура-Марьинского канала и до устья, без реки Баксан, речной подбассейн реки — подбассейн отсутствует. Речной бассейн реки — Реки бассейна Каспийского моря междуречья Терека и Волги.
По данным геоинформационной системы водохозяйственного районирования территории РФ, подготовленной Федеральным агентством водных ресурсов:
- Код водного объекта в государственном водном реестре — 07020000812108200004450
- Код по гидрологической изученности (ГИ) — 108200445
- Код бассейна — 07.02.00.008
- Номер тома по ГИ — 08
- Выпуск по ГИ — 2